# Аванпорт
Аванпорт (фр. avant-port): 
- внешняя часть порта, защищённая от волнения естественными (мыс, коса) или искусственными (молы, волноломы) укрытиями;
- один из двух портов, расположенный в устье судоходной реки (или у входа в шхеры), сопряжённый в своей работе с крупным портом, расположенным в устьевом участке реки вдали от моря (например, порты Гамбурга и Куксхафена);
- водное пространство перед судопропускными сооружениями водохранилища.

Аванпорт приспособлен для якорной стоянки, погрузки и разгрузки судов. Аванпорт может иметь большие глубины, нежели главный порт, или меньшую замерзаемость, что облегчает подход морских судов.